# Mundathikode
Mundathikode es una ciudad censal situada en el distrito de Thrissur en el estado de Kerala (India). Su población es de 7672 habitantes (2011). Se encuentra a 14 km de Thrissur y a 87 km de Cochín.

## Demografía
Según el censo de 2011 la población de Mundathikode era de 7672 habitantes, de los cuales 3700 eran hombres y 3972 eran mujeres. Mundathikode tiene una tasa media de alfabetización del 89,18%, inferior a la media estatal del 94%: la alfabetización masculina es del 89,89%, y la alfabetización femenina del 88,53%.